# Josu Zabaleta Telleria
Josu Zabaleta Telleria (Legazpia, 1939 - Pamplona, 15 de octubre de 2018) fue un sacerdote claretiano C.M.F.
Comenzó sus estudios en el colegio de los hermanos de La Salle de Legazpi, trasladándose a cursar el bachillerato a Iruña, pasando por diferentes seminarios. Licenciado en Teología en Roma e Historia por la Universidad de Deusto., fue ordenado sacerdote de la congregación de los Misioneros Hijos del Inmaculado Corazón de María en 1964. Dedicó una gran parte de su vida a la docencia impartiendo clases en el colegio Askartza-Claret de Leioa, donde fue director, y en colegio Corazón de María del barrio de Gros de Donostia. Realizó diferentes aportaciones en el pacto escolar de 1992.
Durante 5 años fue coadjutor de la Parroquia de San Pio X de Gros, y capellán del Oncológico de San Sebastián.
Desde Askartza-Claret en la década de 1980, junto a la dirección del centro, se inició un trabajo a favor de la paz. Realizando diferentes actividades como encuentros con víctimas de ETA en encuentros organizados por el Gobierno Vasco. Además de organizar campañas por el tercer mundo y diferentes necesidades sociales del entorno.
En el año 2004, mediante una carta, Josu Zabaleta entabló contacto con un exalumno suyo, que se encontraba en prisión por su pertenencia a ETA y había iniciado un proceso de autocrítica y de alejamiento de la organización. Con discreción mantuvo diferentes contactos en diferentes prisiones ofreciendo su apoyo y su mediación a diferentes presos y a su entorno, siendo un precursor de la iniciativa del Gobierno presidido por José Luis Rodríguez  Zapatero denominada como vía Nanclares.
Denunció públicamente que los presos que se acogieron a la vía Nanclares y sus familiares fueran apartados y abandonados por ciertos colectivos del entorno de la izquierda abertzale.
Las personas que le conocieron destacan que fue una persona comprometida, que trabajó activamente a favor de la reconciliación y pacificación del pueblo vasco.